# Stemona aphylla
Stemona aphylla là một loài thực vật có hoa trong họ Stemonaceae. Loài này được Craib miêu tả khoa học đầu tiên năm 1912.